# Open Quimper Bretagne Occidentale 2020
L'Open Quimper Bretagne Occidentale 2020 è stato un torneo di tennis facente parte della categoria ATP Challenger Tour nell'ambito dell'ATP Challenger Tour 2020. È stata la 10ª edizione del torneo che si è giocato a Quimper in Francia dal 27 gennaio al 2 febbraio 2020 su campi in cemento indoor e aveva un montepremi di 46 600 €.

## Partecipanti

### Teste di serie
| Nazionalità | Giocatore               | Ranking* | Testa di serie |
| ----------- | ----------------------- | -------- | -------------- |
| Spagna      | Guillermo García López  | 160      | 1              |
| Serbia      | Danilo Petrović         | 166      | 2              |
| Slovacchia  | Lukáš Lacko             | 178      | 3              |
| Francia     | Enzo Couacaud           | 197      | 4              |
| Francia     | Maxime Janvier          | 201      | 5              |
| Russia      | Alexey Vatutin          | 207      | 6              |
| Spagna      | Bernabé Zapata Miralles | 210      | 7              |
| Giappone    | Hiroki Moriya           | 212      | 8              |
| Germania    | Matthias Bachinger      | 213      | 9              |
| Francia     | Tristan Lamasine        | 214      | 10             |
| Francia     | Quentin Halys           | 215      | 11             |
| Germania    | Mats Moraing            | 222      | 12             |
| Francia     | Constant Lestienne      | 225      | 13             |
| Rep. Ceca   | Zdeněk Kolář            | 227      | 14             |
| Spagna      | Roberto Ortega Olmedo   | 242      | 15             |
| Francia     | Mathias Bourgue         | 243      | 16             |

- Ranking al 20 gennaio 2020.

### Altri partecipanti
I seguenti giocatori hanno ricevuto una wild card per il tabellone principale:
- Dan Added
- Evan Furness
- Kyrian Jacquet
- Jerzy Janowicz
- Valentin Royer

I seguenti giocatori sono passati dalle qualificazioni:
- Antoine Escoffier
- Lorenzo Musetti

## Punti e montepremi
| Torneo    | Torneo              | V     | F     | SF    | QF    | 3T  | 2T  | 1T  | Q | Q1 |
| Singolare | Punti               | 80    | 48    | 29    | 15    | 7   | 4   | 0   | 0 | 0  |
| Singolare | Premi in denaro ($) | 6 190 | 3 650 | 2 160 | 1 260 | 730 | 450 | 225 | – | –  |
| Doppio    | Punti               | 80    | 48    | 29    | 15    | –   | –   | 0   | – | –  |
| Doppio    | Premi in denaro ($) | 2 670 | 1 550 | 930   | 550   | –   | –   | 310 | – | –  |

## Campioni

### Singolare
Cem İlkel ha sconfitto in finale  Maxime Janvier con il punteggio di 7–6(6), 7–5.

### Doppio
Andrey Golubev /  Aleksandr Nedovyesov hanno sconfitto in finale  Ivan Sabanov /  Matej Sabanov con il punteggio di 6–4, 6–2.